# Edward Liddie
Edward J. „Ed” Liddie (ur. 20 kwietnia 1963 w Union City w stanie Georgia) – amerykański judoka. Brązowy medalista olimpijski z Los Angeles 1984 w wadze ekstralekkiej.
Piąty na mistrzostwach świata w 1983 i 1989; siódmy w 1991; uczestnik zawodów w 1979 i 1985. Wicemistrz igrzysk panamerykańskich w 1979 i trzeci w 1991 roku.

## Letnie Igrzyska Olimpijskie 1984
| Konkurencja | Rundy eliminacyjne    | Rundy eliminacyjne  | Finały              | Finały               | Klas. końcowa |
| Konkurencja | Przeciwnik I          | Ćwierćfinał         | Półfinał            | O 3. miejsce         | Miejsce       |
| ----------- | --------------------- | ------------------- | ------------------- | -------------------- | ------------- |
| 60 kg       | Jorge di Noco (ARG) Z | Peter Jupke (FRG) Z | Kim Jae-yup (KOR) P | Guy Delvingt (FRA) Z | 3.            |